# Gösing
Gösing är ett berg i Österrike.   Det ligger i distriktet Neunkirchen och förbundslandet Niederösterreich, i den östra delen av landet, 60 km sydväst om huvudstaden Wien. Toppen på Gösing är 617 meter över havet.
Terrängen runt Gösing är huvudsakligen kuperad, men österut är den platt. Terrängen runt Gösing sluttar österut. Närmaste större samhälle är Ternitz, 3,3 km sydost om Gösing. 
I omgivningarna runt Gösing växer i huvudsak blandskog. Runt Gösing är det ganska tätbefolkat, med 75 invånare per kvadratkilometer.